# 沙角邨

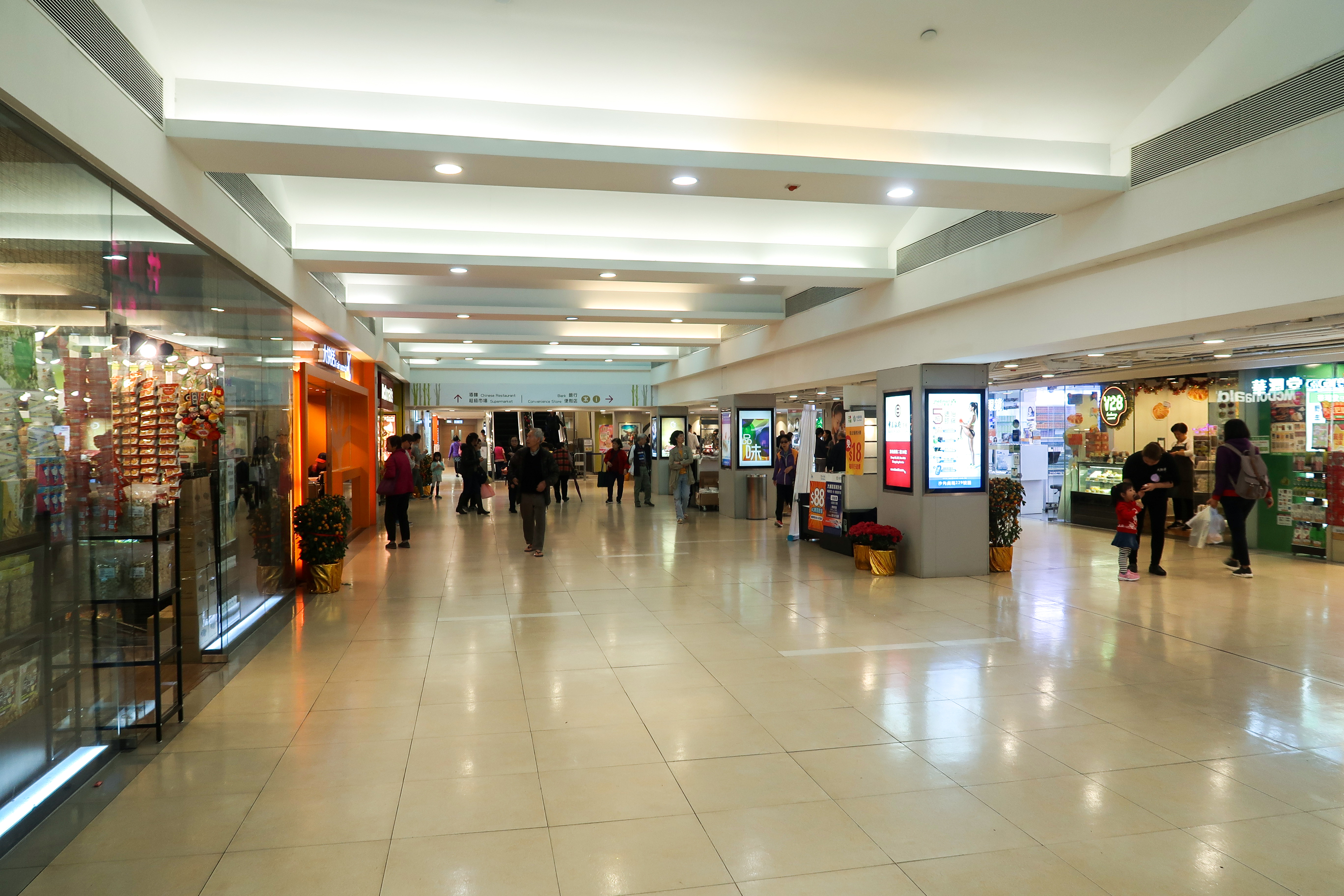
沙角商場2樓西南面

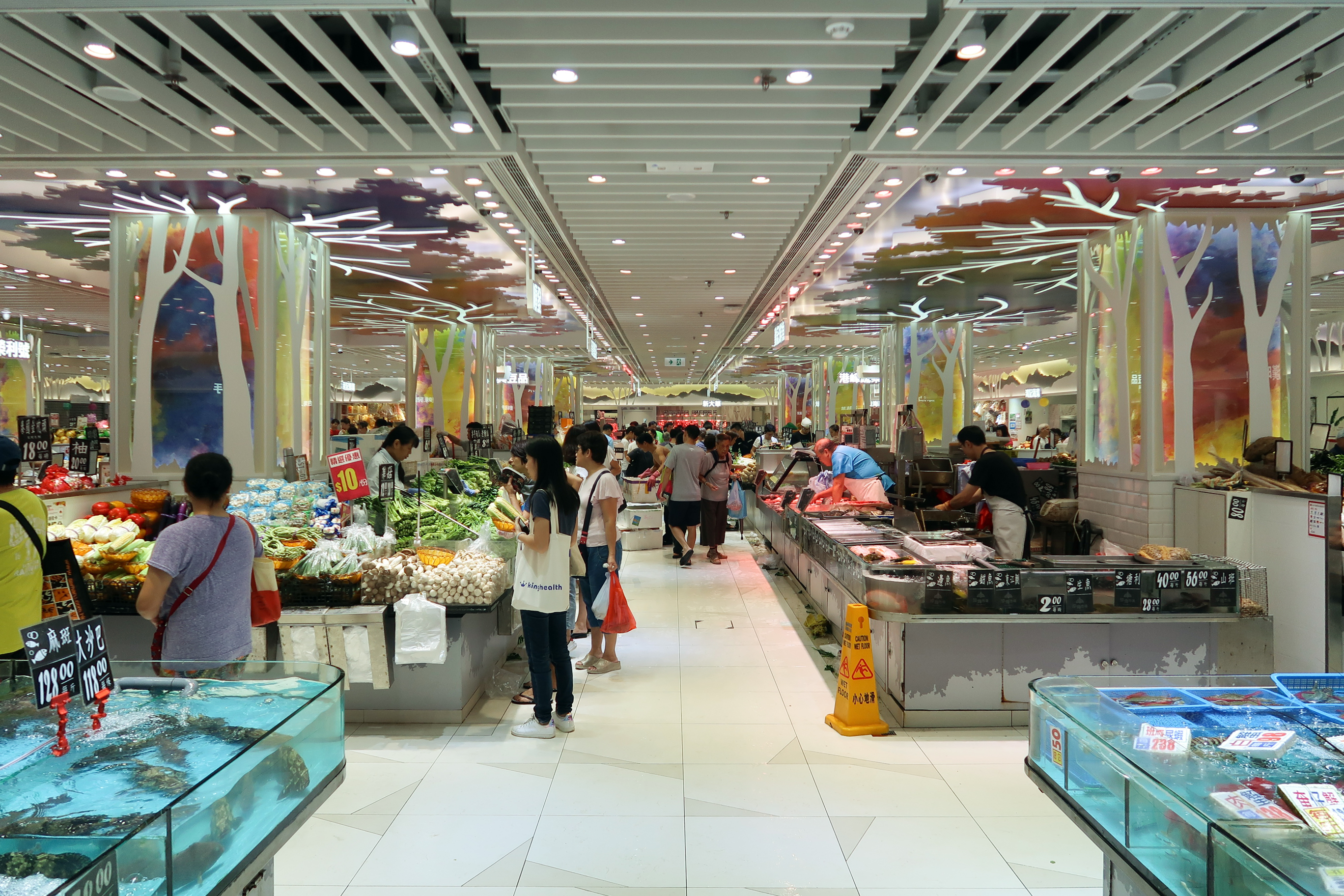
沙角市場

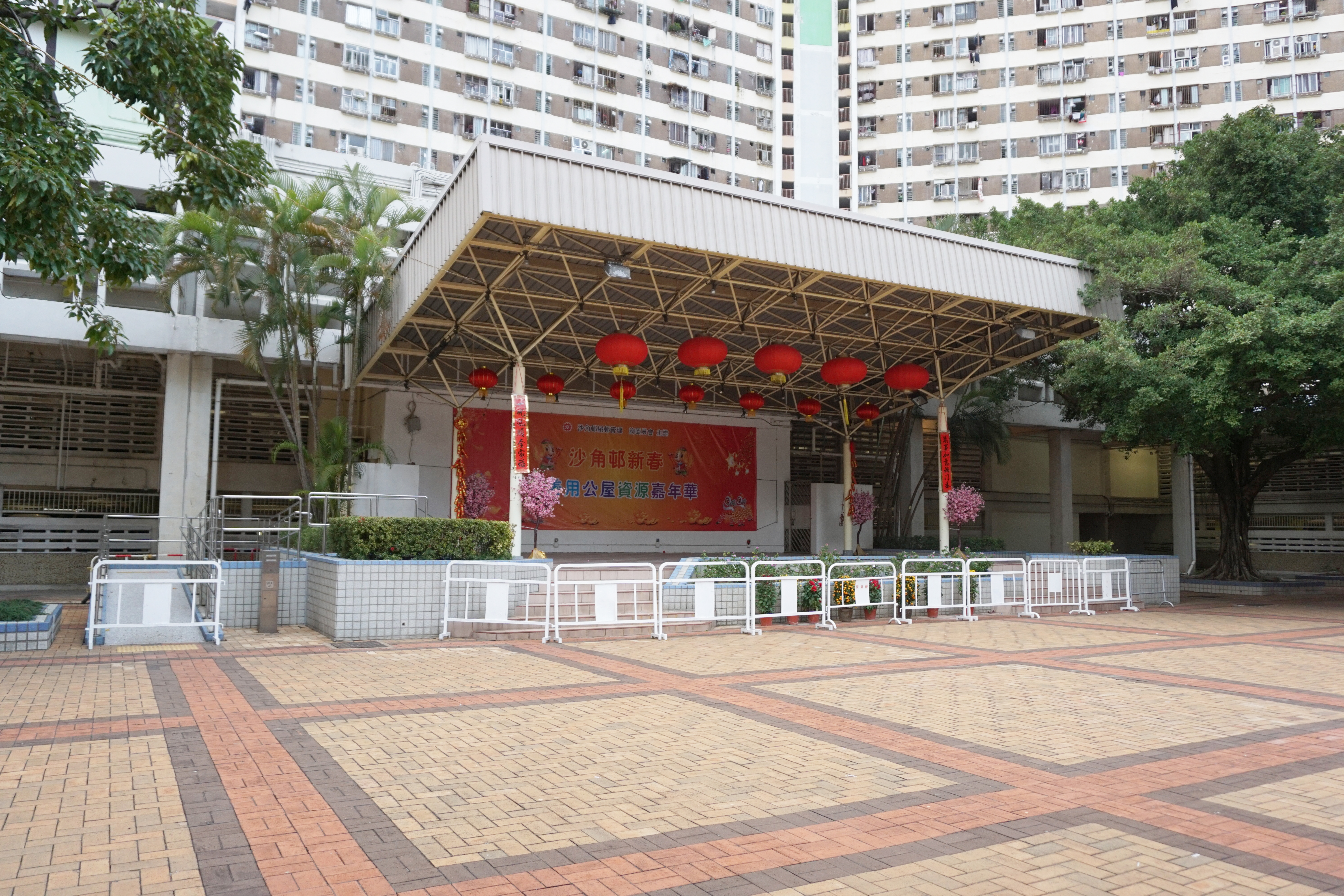
屋邨廣場

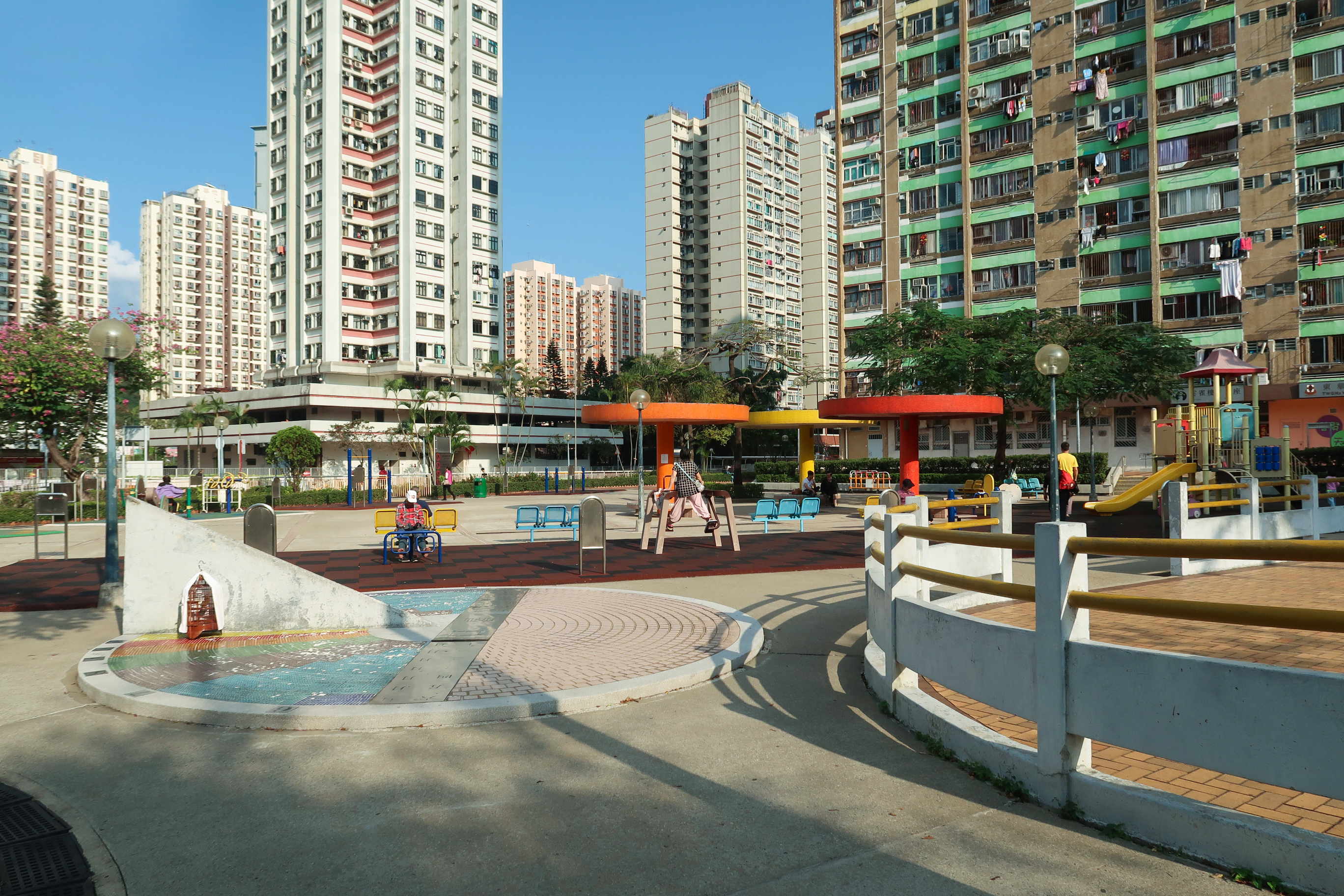
近沙田圍路的兒童遊樂場

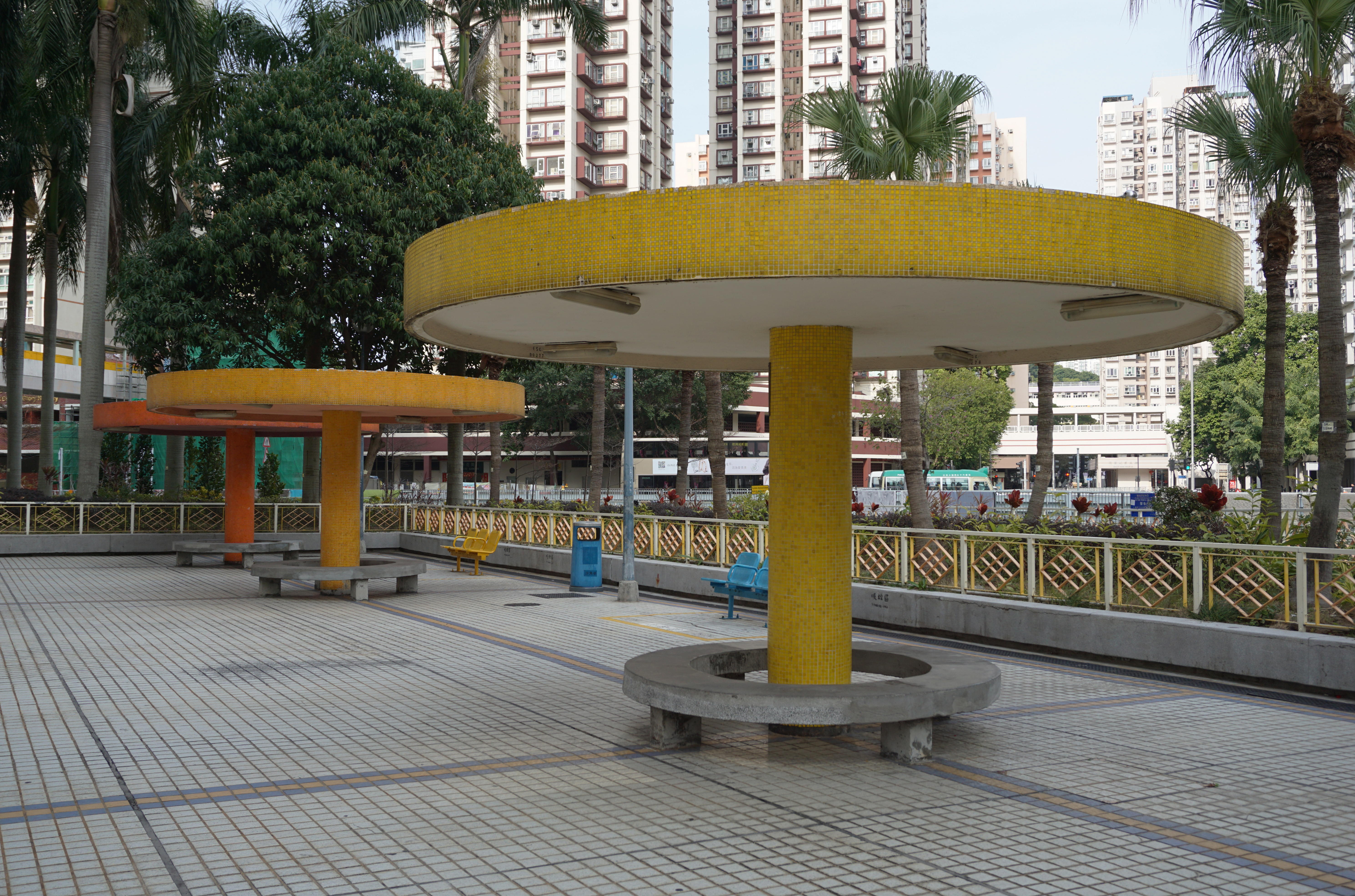
圓形涼亭與吸煙區

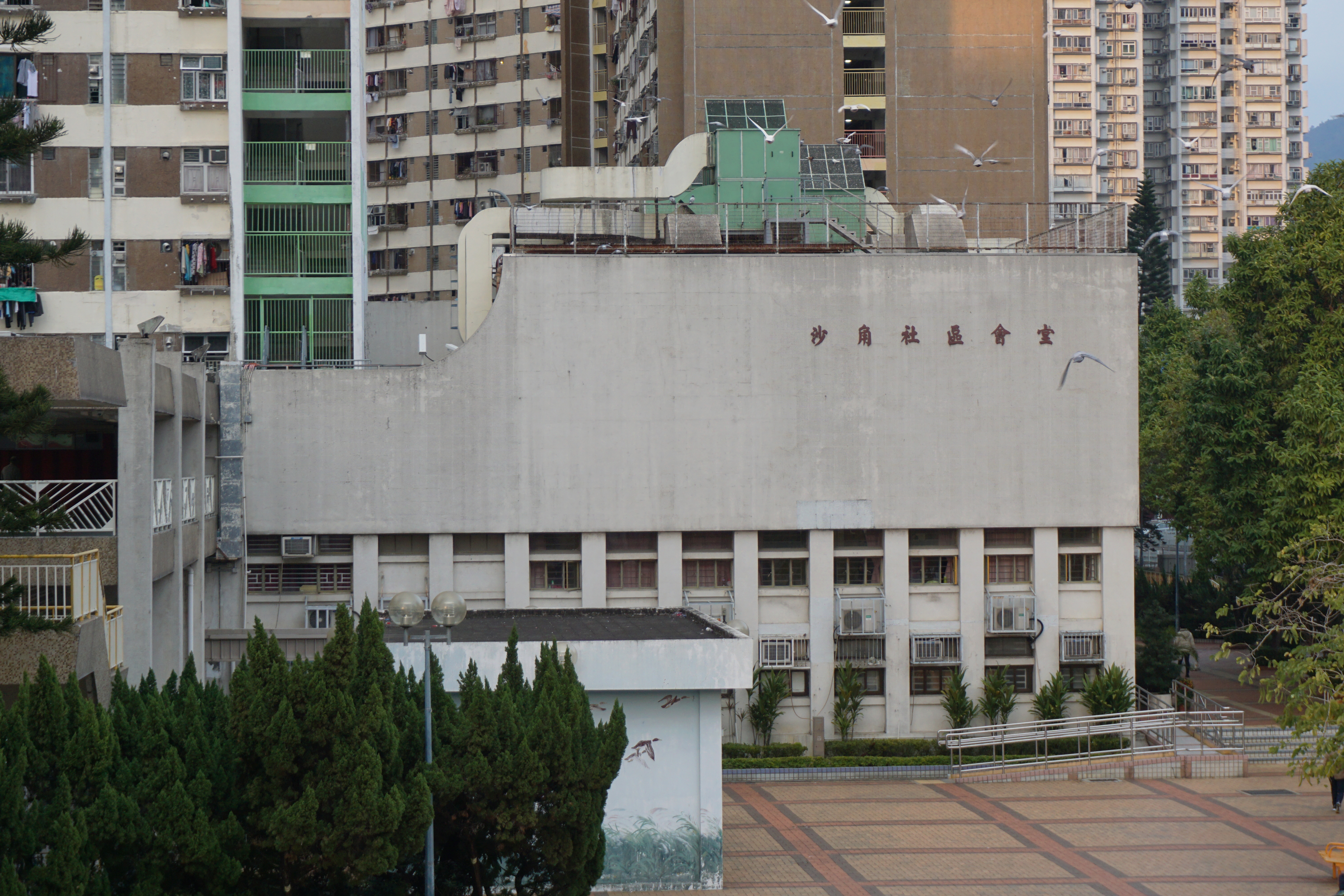
沙角社區會堂

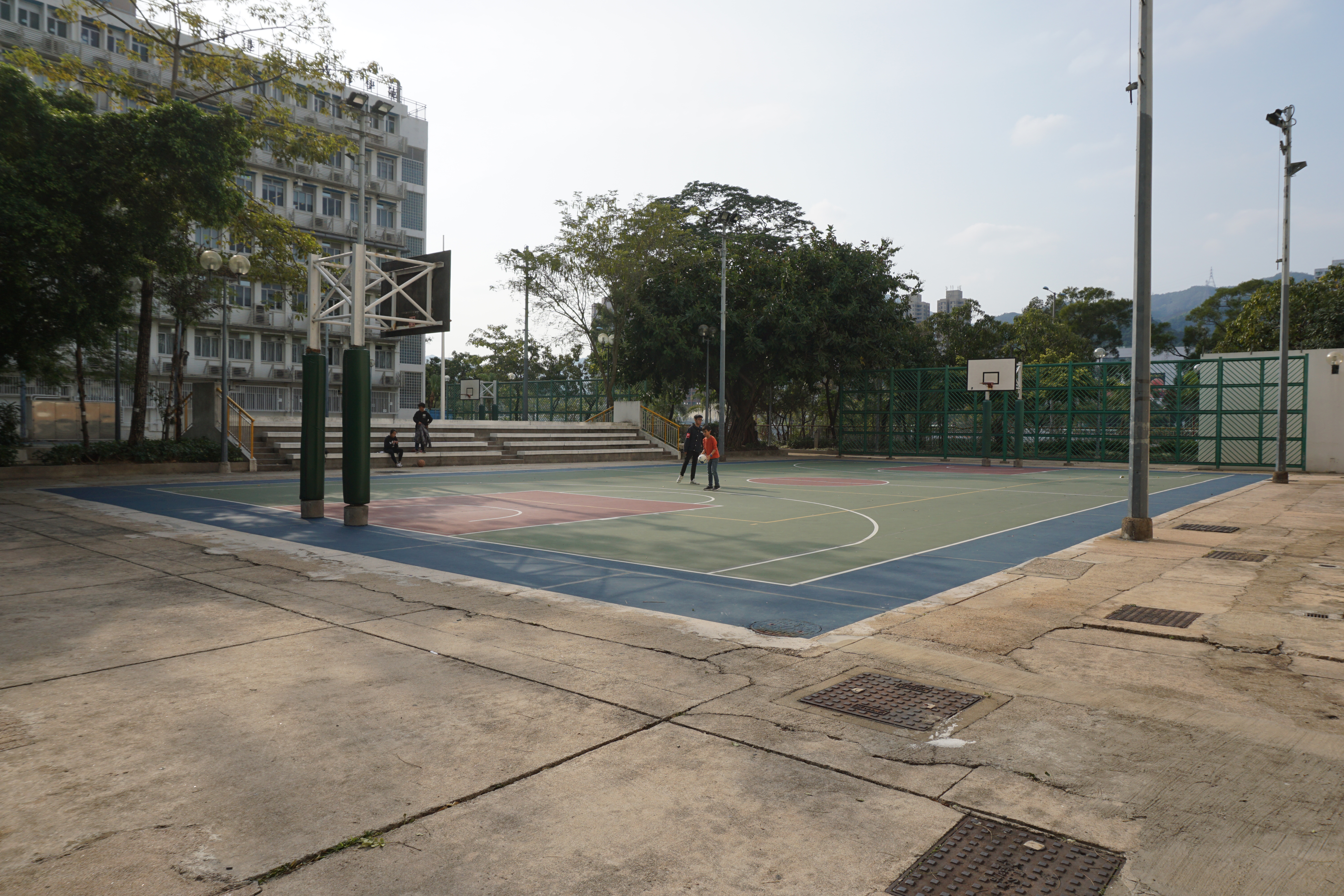
籃球場

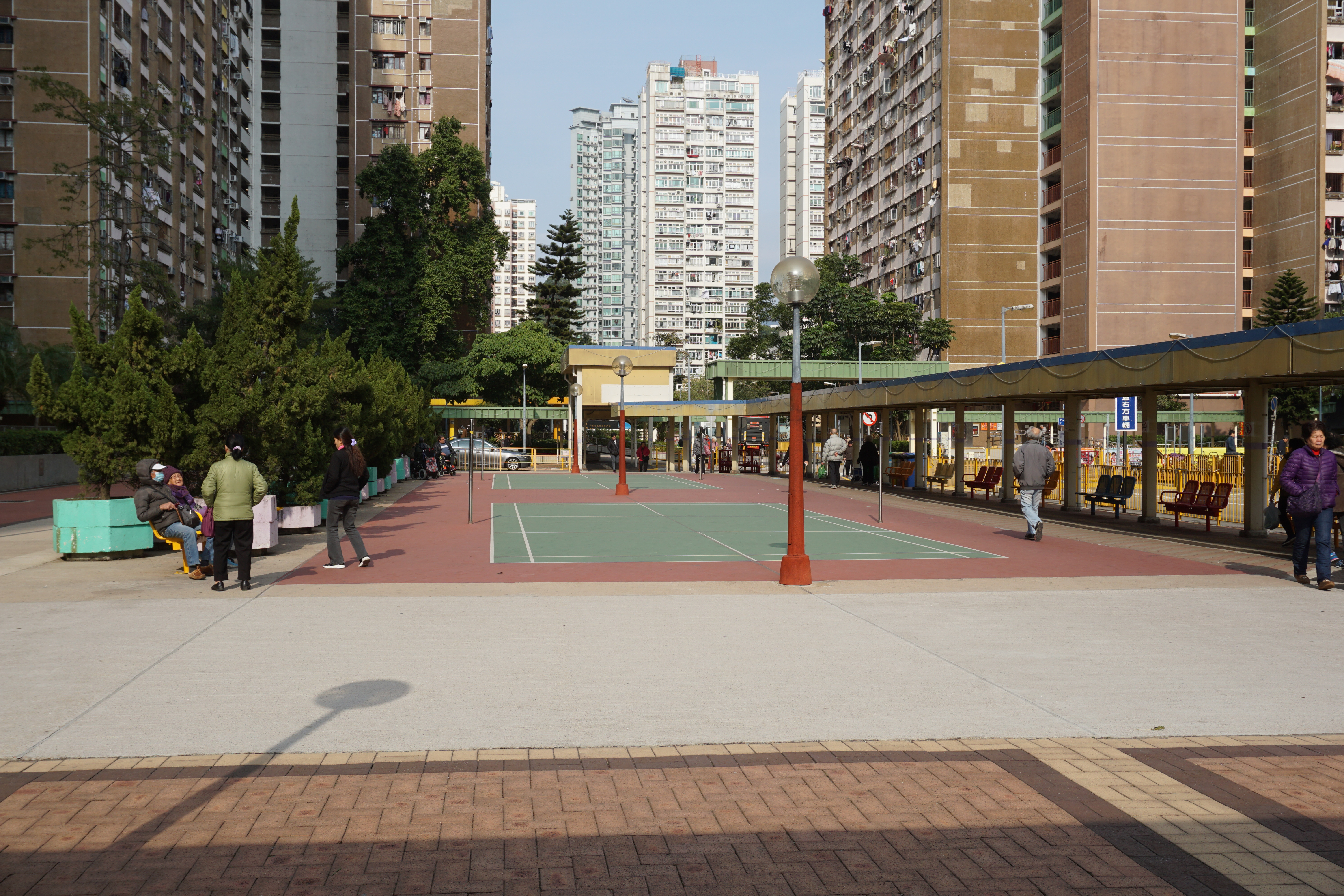
羽毛球場

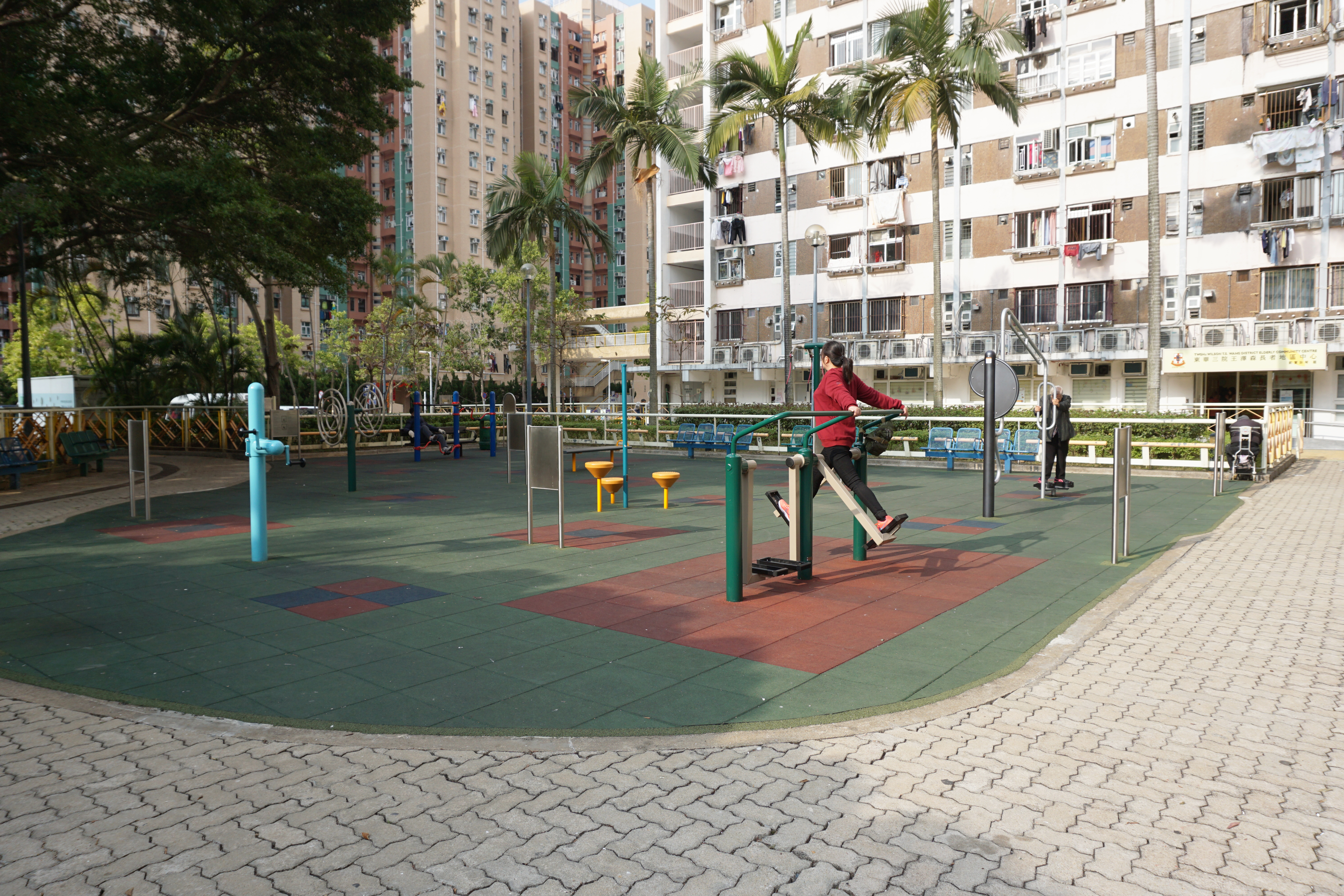
健體區

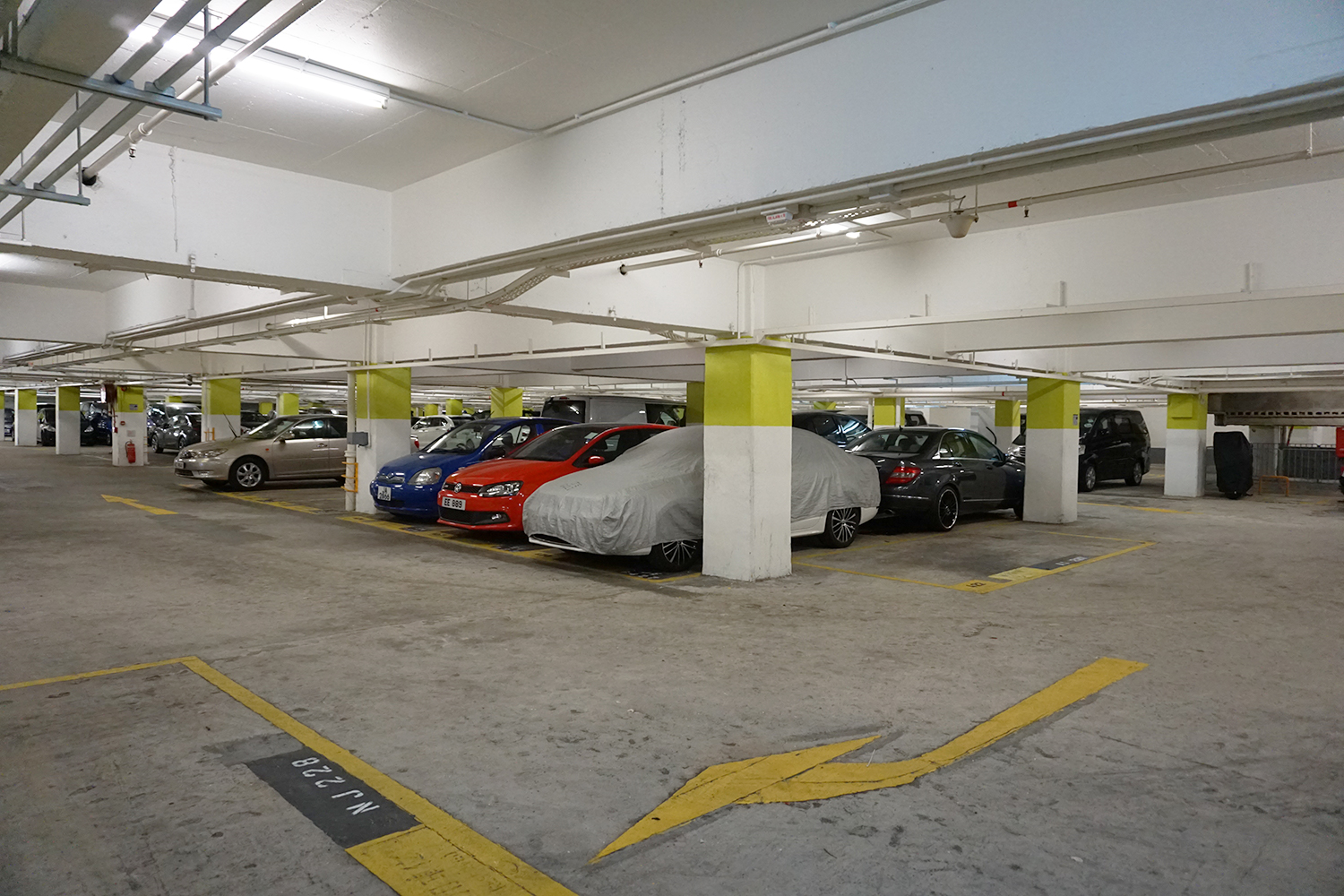
停車場

沙角邨（英語：Sha Kok Estate）是香港的一個公共屋邨，位於沙田城河東沙田圍的填海地上，但已列入擴展市區配屋區內，於1980年落成入伙，是沙田區第三個公共屋邨，共有7座大廈，其「長型連座」設計是比較罕有的。同時為橫頭磡邨首批重建樓宇居民的指定安置屋邨。邨內的大牌檔亦是有名的美食中心。

## 歷史
1977年7月，政府公布興建沙角邨，計劃分3期進行。值得一提是，當中第2期是興建3座相連的十字塔型大廈（即舊十字型大廈），每層有八伙，樓高23層，乃房委會當時之新建築設計。
1980年1月，政府有見居屋計劃備受歡迎，故此把沙角邨成為房委會首個租售兩用的屋邨，並將第二期4座16層高的530個單位撥出為居屋愉城苑。

## 屋邨資料
邨內設多個兒童遊樂場、健體區、籃球場、羽毛球場、閒坐區、停車場及單車停泊處。

### 樓宇
樓宇名稱皆以雀鳥名稱命名，而英語名稱則罕有地以意譯命名（如同馬頭圍邨、蘇屋邨及廣源邨等屋邨）。另外，3座相連工字型：一幢分 A、B、C 座，各座有升降機及樓梯的大樓，從外觀上以「工」型相連。
| 樓宇名稱          | 樓宇類型                           | 落成年份 | 樓宇層數               | 每層伙數                     | 每座單位總數（伙） | 建築師       | 承建商           | 提供升降機的廠商 （更換前） | 提供升降機的廠商 （更換後） | 期數 |
| ----------------- | ---------------------------------- | -------- | ---------------------- | ---------------------------- | ------------------ | ------------ | ---------------- | --------------------------- | --------------------------- | ---- |
| 沙燕樓 （英語：Sand Martin House） | 舊長型 （中央走廊式，連接E+連接E） | 1980年   | 18                     | 60                           | 974                | 房屋署建築師 | 安利（蕭氏）建築 | 快高靈                      | 星瑪                        | 1    |
| 綠鷺樓 （英語：Green Heron House） | 舊長型 （中央走廊式，連接L）       | 1980年   | 18                     | 40                           | 680                | 房屋署建築師 | 安利（蕭氏）建築 | 快高靈                      | 星瑪                        | 1    |
| 魚鷹樓 （英語：Osprey House） | 舊長型 （中央走廊式，連接L）       | 1980年   | 18                     | 40                           | 654                | 房屋署建築師 | 安利（蕭氏）建築 | 快高靈                      | 星瑪                        | 1    |
| 美雁樓 （英語：Bean Goose House） | 舊長型 （中央走廊式，連接L）       | 1982年   | 18                     | 40                           | 720                | 房屋署建築師 | 安利（蕭氏）建築 | 快高靈                      | 星瑪                        | 4    |
| 金鶯樓 （英語：Oriole House） | 舊長型 （中央走廊式，連接E+連接E） | 1982年   | 18                     | 60                           | 1080               | 房屋署建築師 | 安利（蕭氏）建築 | 快高靈                      | 星瑪                        | 4    |
| 雲雀樓 （英語：Skylark House） | 三連座工字型 （第二代設計）        | 1981年   | 25（A及C座） 27（B座） | 44（2至26樓） 14（27至28樓） | 1128               | 房屋署建築師 | 安利（蕭氏）建築 | 快高靈                      | 星瑪                        | 3    |
| 銀鷗樓 （英語：Herring Gull House） | 三連座工字型 （第一代設計）        | 1981年   | 25（A及C座） 27（B座） | 44（2至26樓） 14（27至28樓） | 1128               | 房屋署建築師 | 安利（蕭氏）建築 | 快高靈                      | 星瑪                        | 1    |

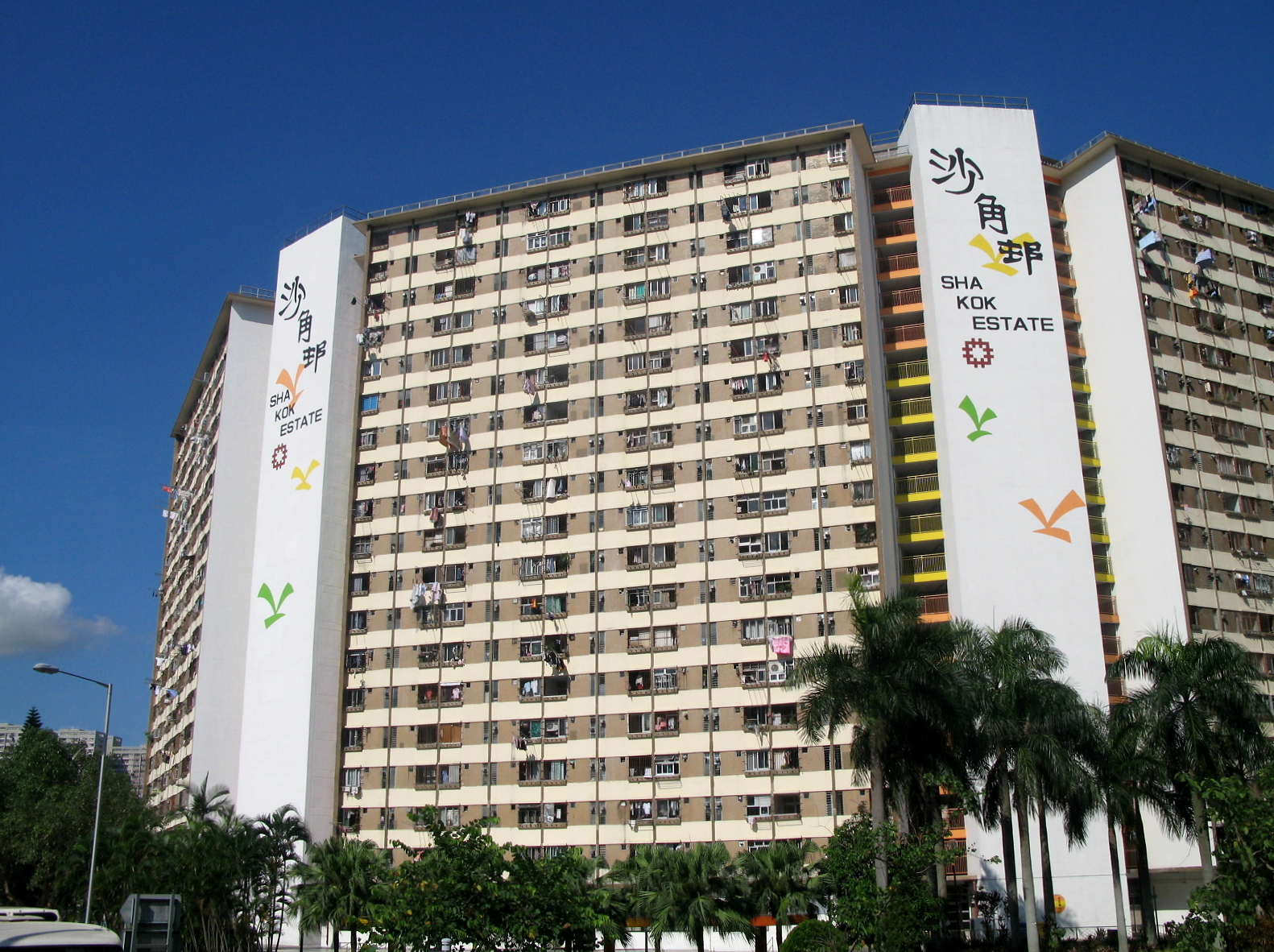
沙角邨舊長型大廈
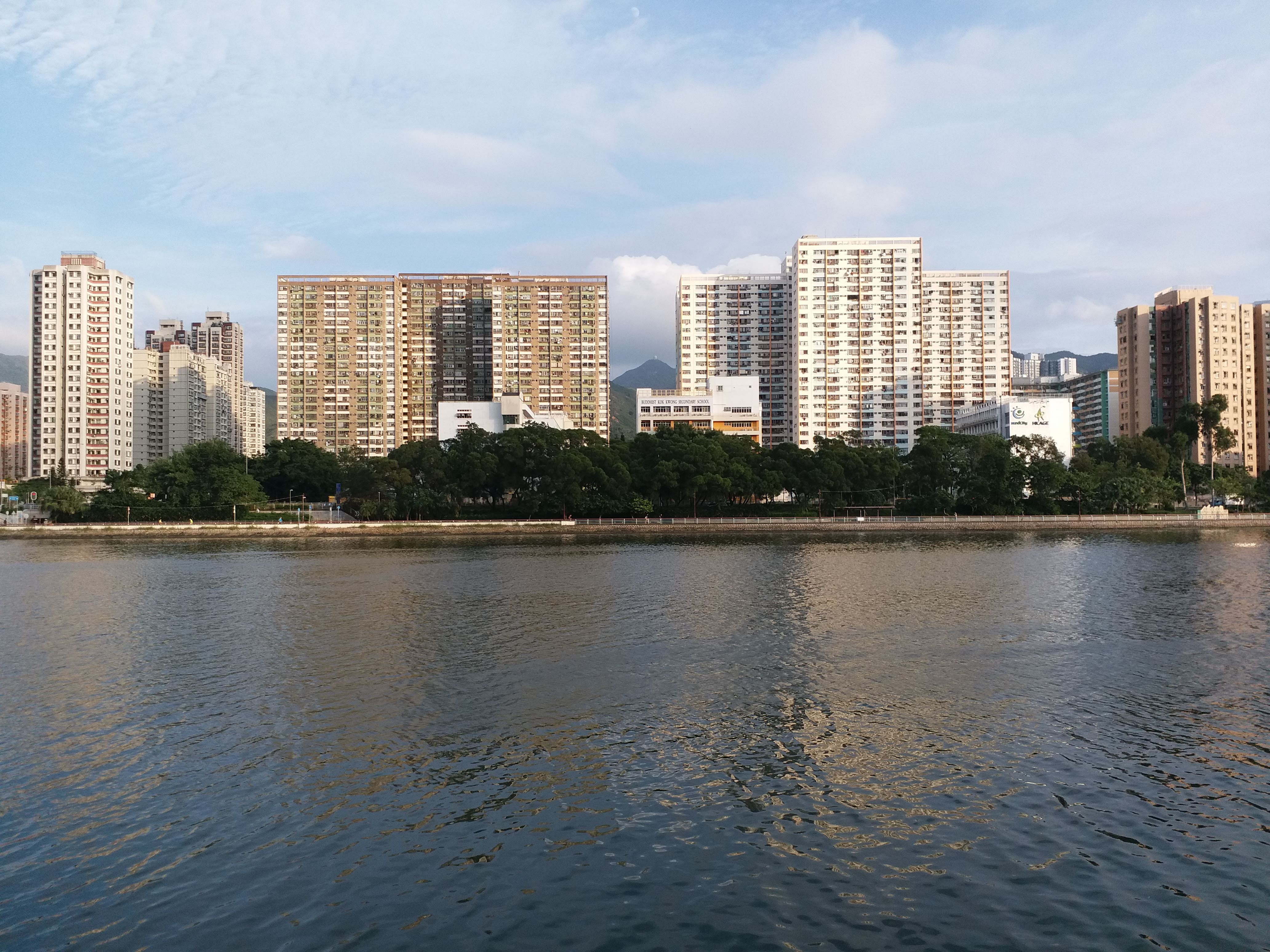
沙角邨雲雀樓、銀鷗樓
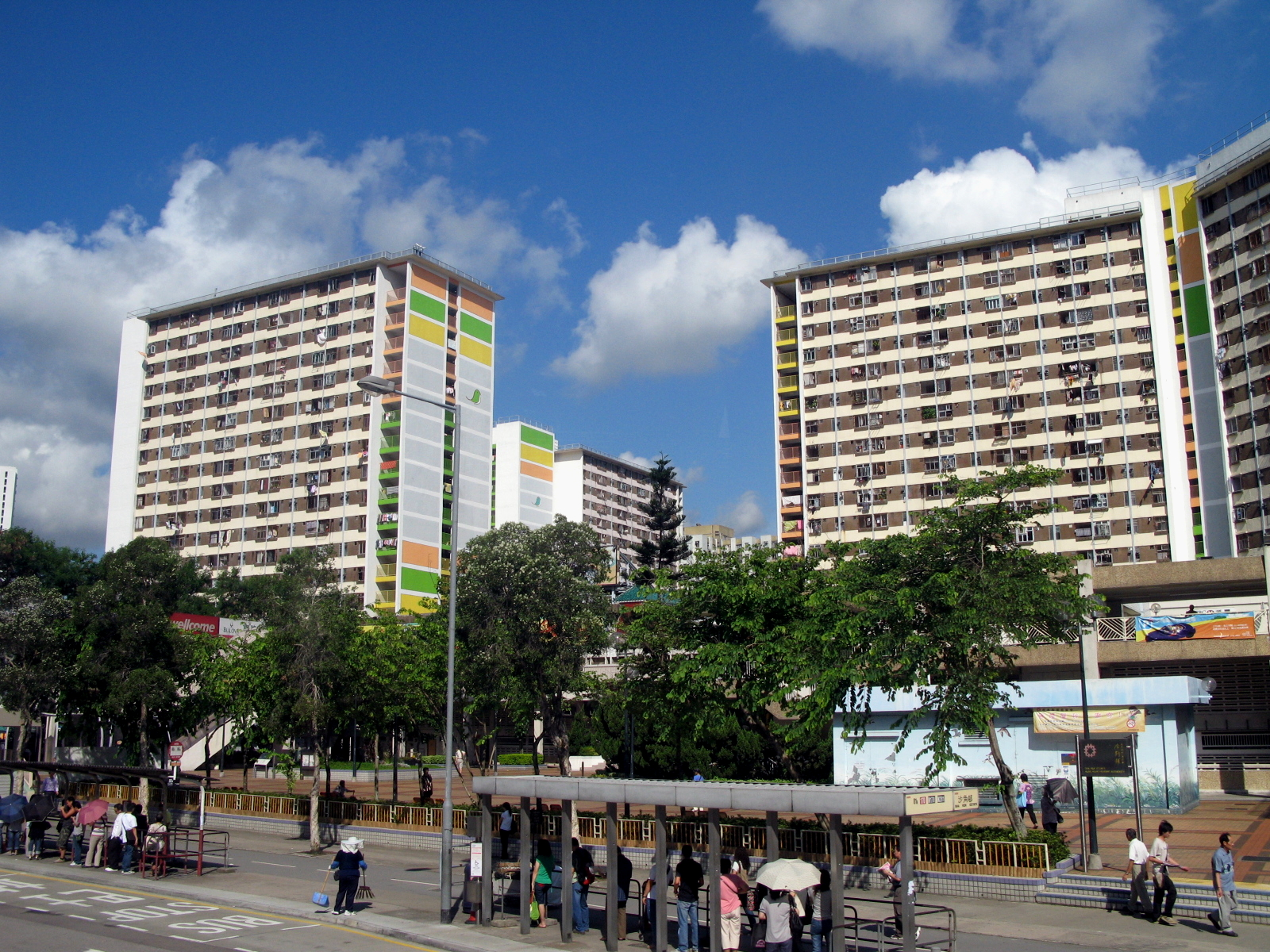
沙角邨漁鷹樓（左）、沙燕樓（右）
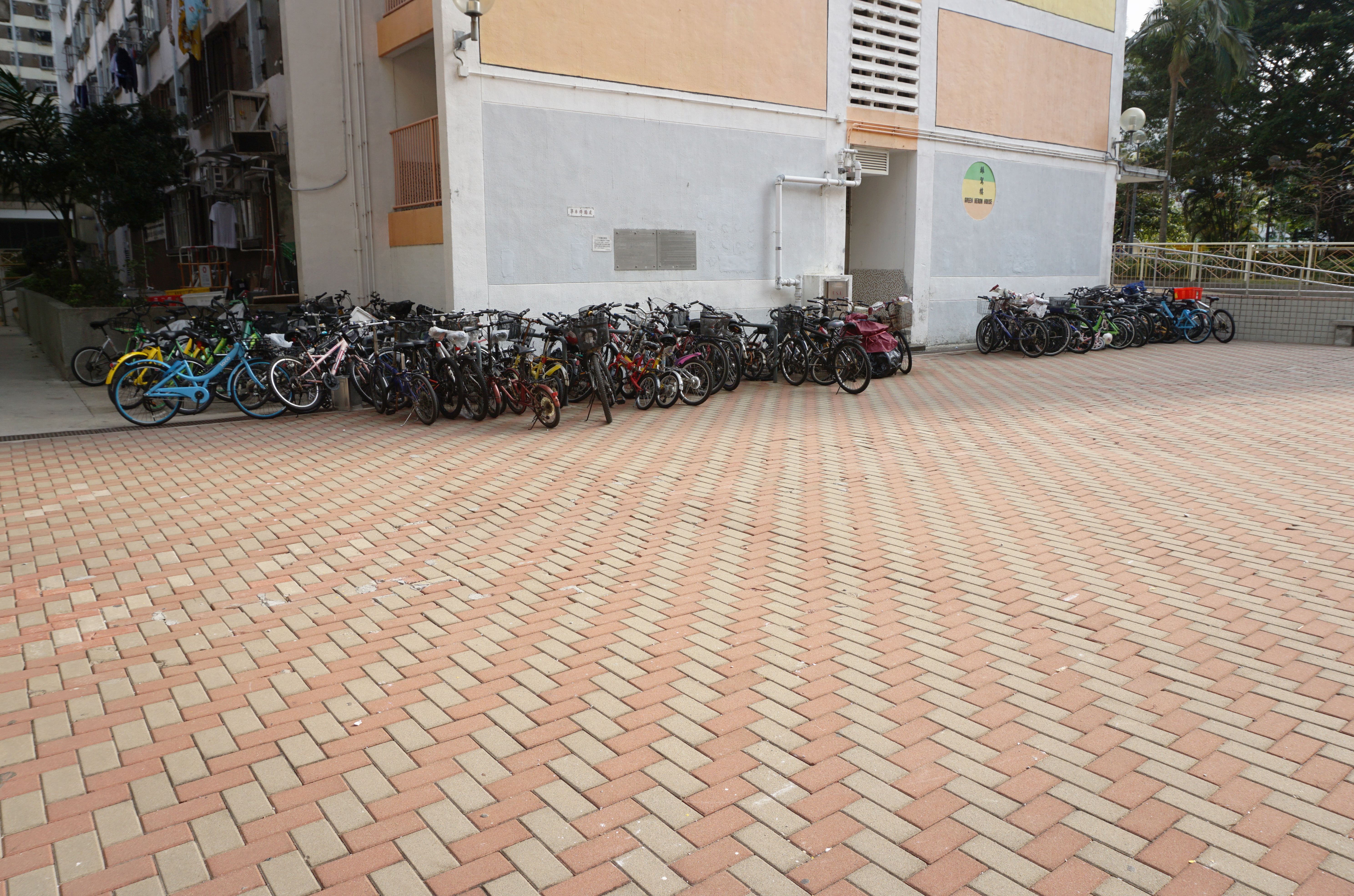
綠鷺樓單車停泊處

## 教育

### 幼兒教育
- 協康會郭葉鍊洪早期教育及訓練中心（页面存档备份，存于）（沙燕樓3樓）
- 基督教宣道會沙田幼兒學校（页面存档备份，存于）（1983年創辦）（金鶯樓地下）
- 新九龍婦女會沙角幼兒園（1986年創辦）（美雁樓地下）

### 小學
由於持續收生不足及因應政府的「殺校」政策，邨內兩所小學（見上圖，城門河旁的兩所校舍）均已結束運作。
- 香港市政事務職工總會沙角小學於2006年停辦，2011年教育局將「沙角小學」校舍轉交香港教育城及香港資優教育學苑（页面存档备份，存于）作為辦公大樓及培訓中心。
- 中華基督教會基覺小學於1961年成立，1980年9月自大窩口邨遷入，2009年停辦，現為佛教覺光法師中學新翼校舍。

### 中學
- 佛教覺光法師中學

## 商場及社區服務設施

### 商場
沙角商場與屋邨同於1980年落成，分兩層，可出租面積約7,000平方米。領展已於2013年初起對沙角商場進行大規模翻新，改善商場室內通道及加建扶手電梯，並引入更多元化的商舖及食肆，包括首次與沙角商場開業的麥當勞及大快活；工程現已全部完成。下列為重點商戶：
- 沙角郵政局（於2014年9月29日由臨時舖位重返商場繼續營業）
- 惠康超級市場
- 7-11便利店
- 中國銀行（香港）
- 萬寧（於2014年4月重開）
- 眼鏡廊（於2014年新年期間重開）
- 麥當勞（於2014年3月開幕）
- 大快活（於2014年4月開幕）
- 龍悅海鮮酒家（於2014年4月開幕）

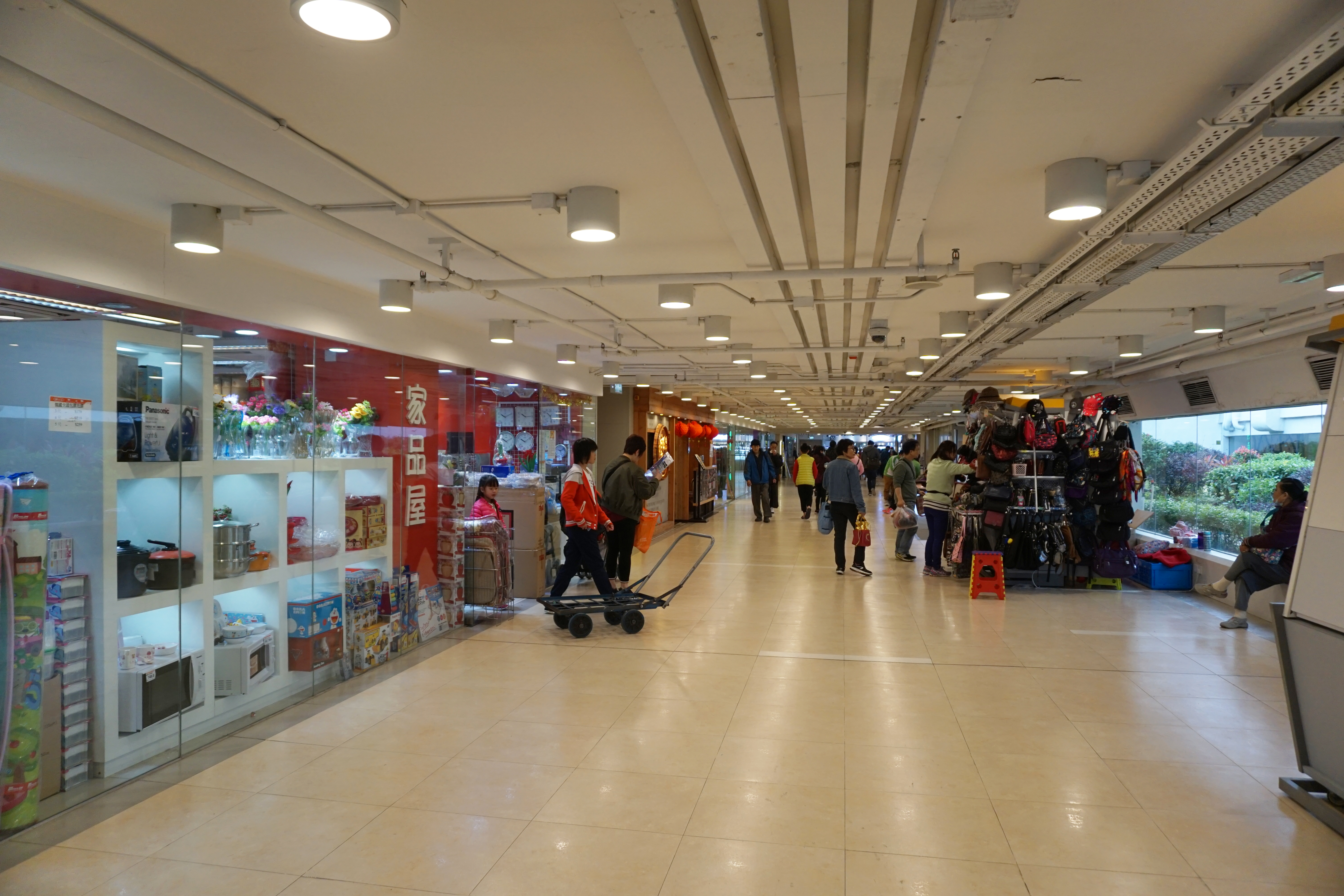
沙角商場2樓東北面，右方設有流動攤檔
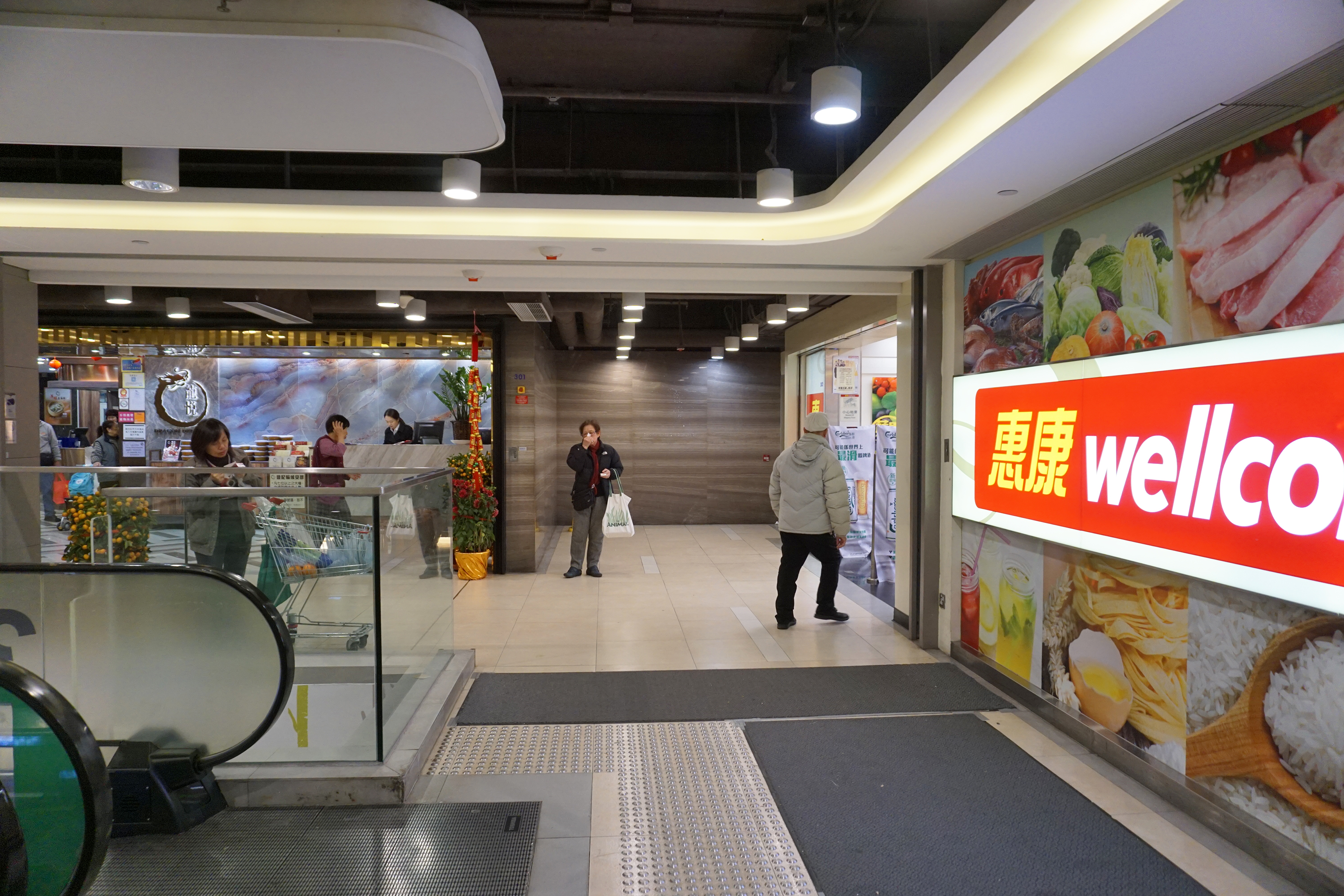
沙角商場3樓
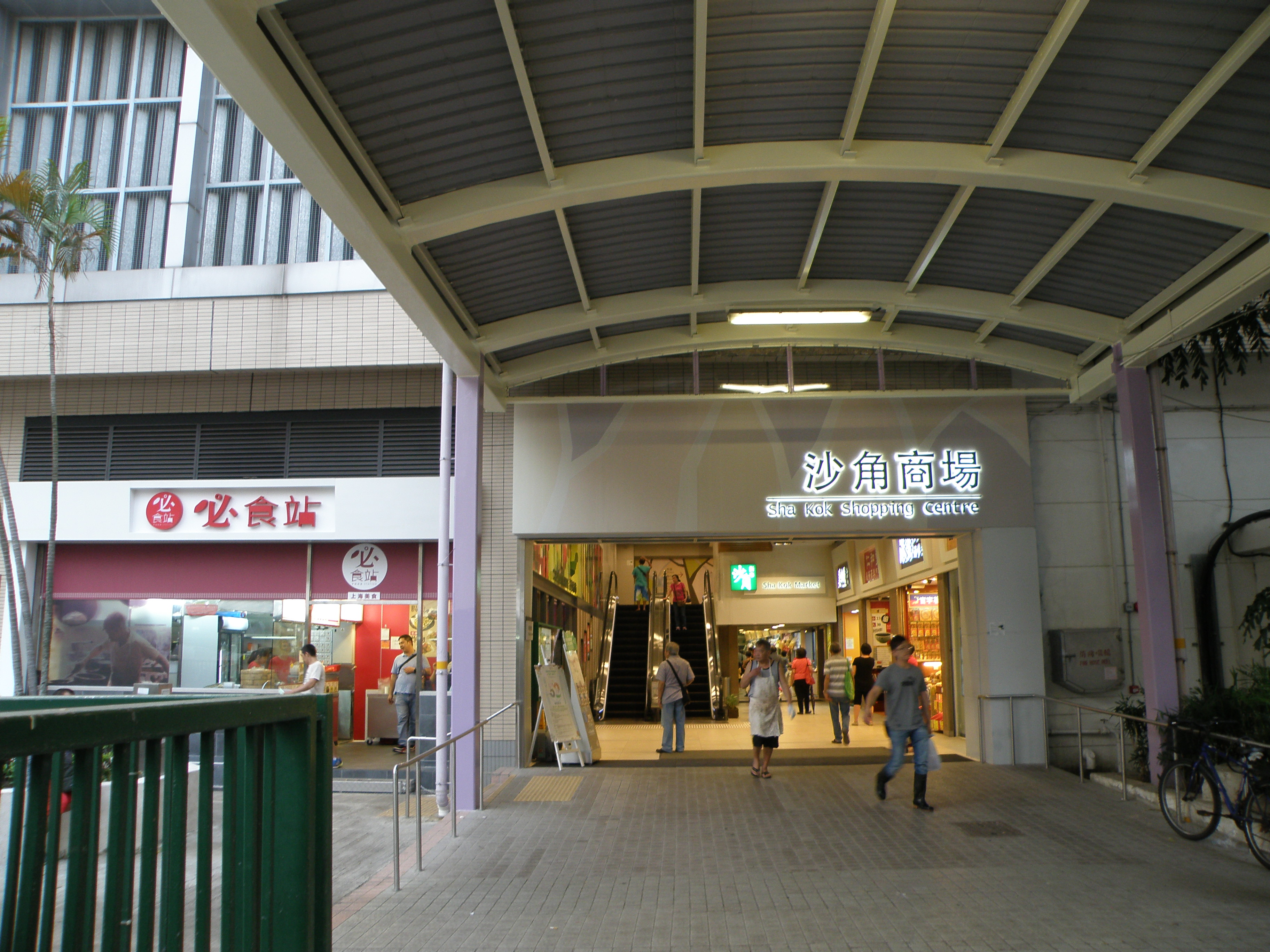
沙角商場入口（外）與沙角街市入口（內）
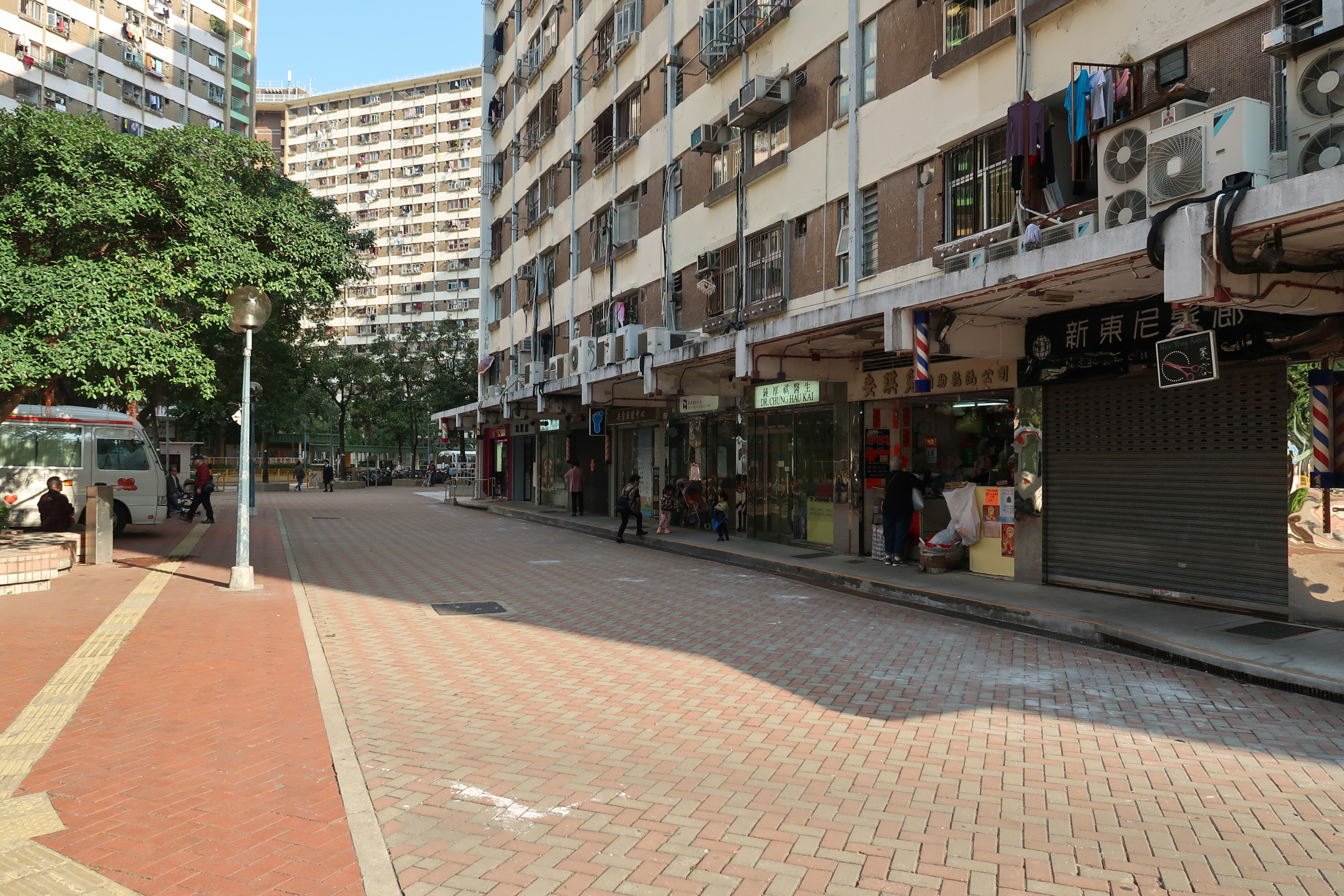
沙燕樓北面地舖
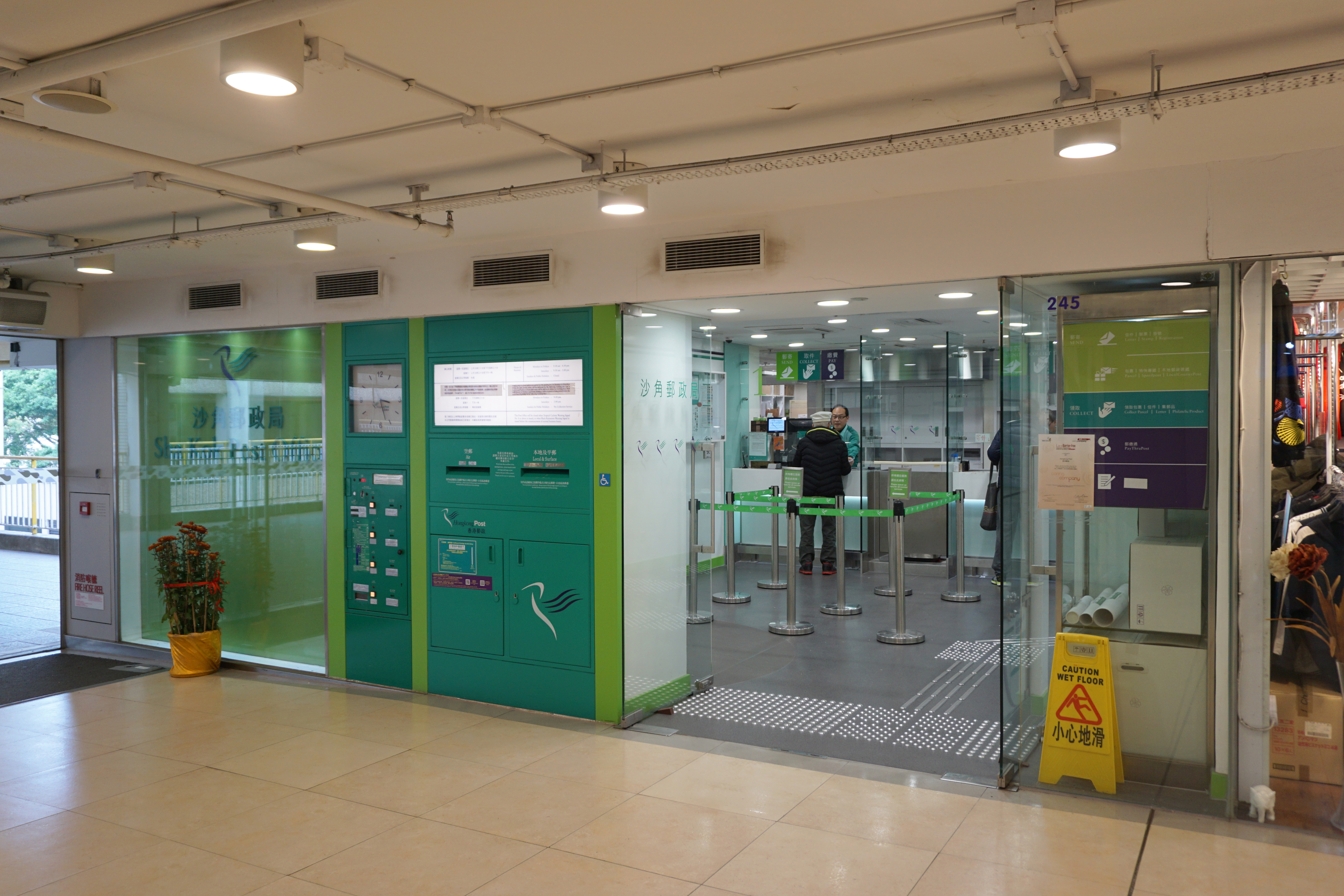
沙角郵政局

### 沙角市場
沙角街市翻新工程於2012年8月展開，第一期工程於2013年7月完成。到2019年2月，領展將管理權外判予建華，街市會關閉3個月進行大規模翻新，70檔租戶中只餘下2成會續租。有開業多年的檔主表示現時經營負擔非常重，認為新租約規定街市內的小食店需營業至凌晨1時的條款太苛刻。街市翻新後命名為FRESHALL，並增設小食街，已於同年6月30日開幕。

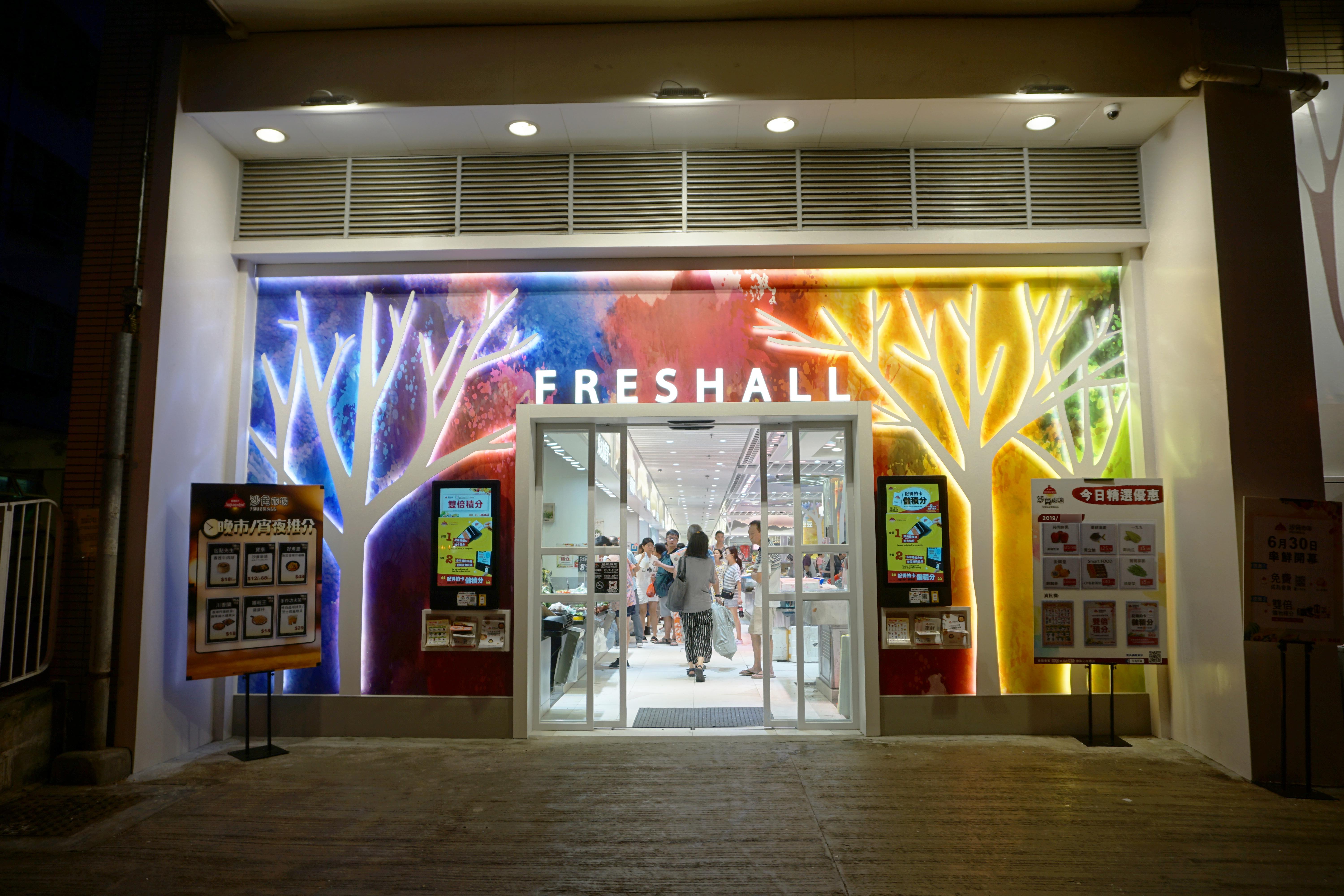
街市入口
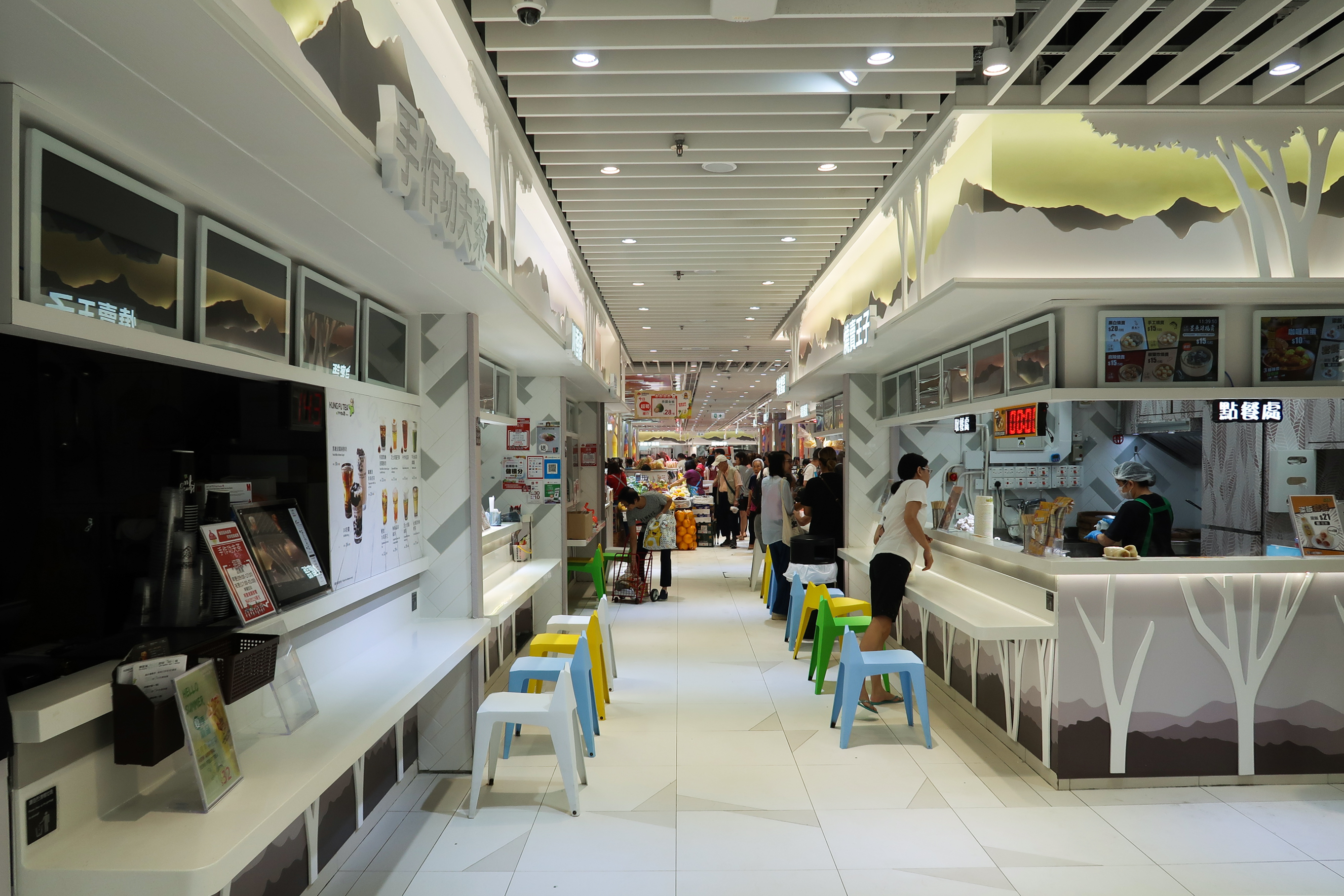
小食街
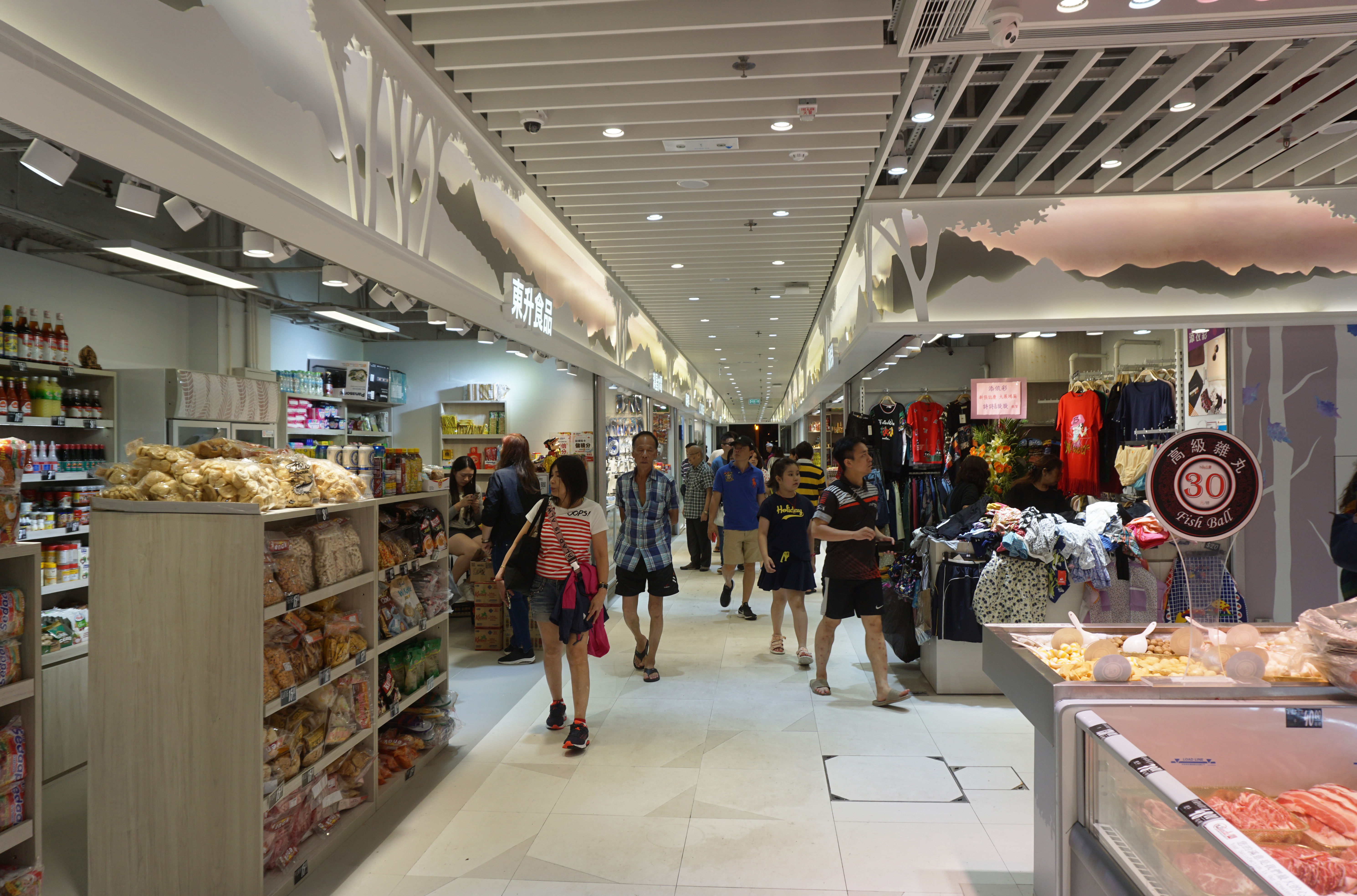
食品、水電工程及時裝店
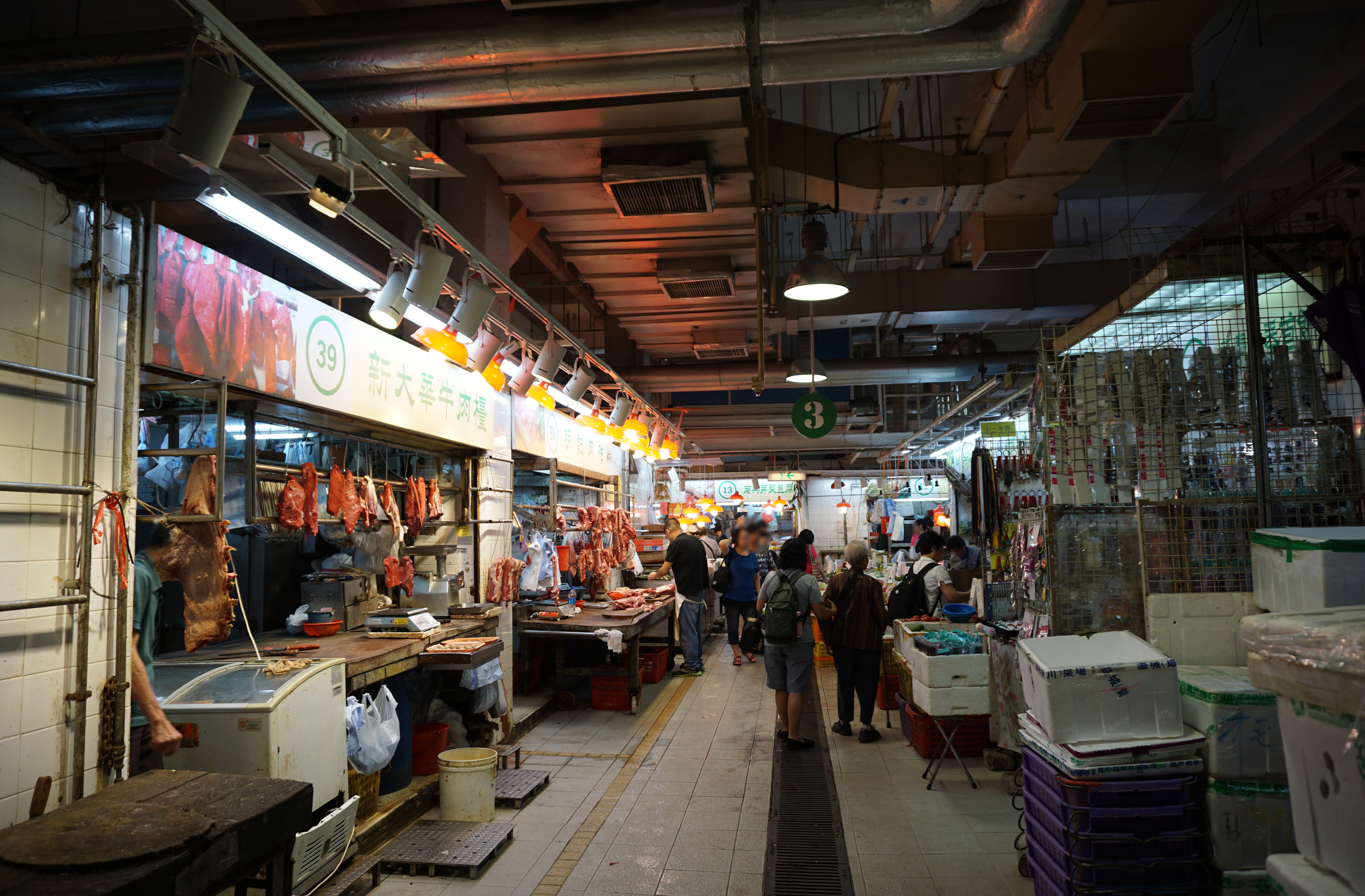
翻新前的沙角街市
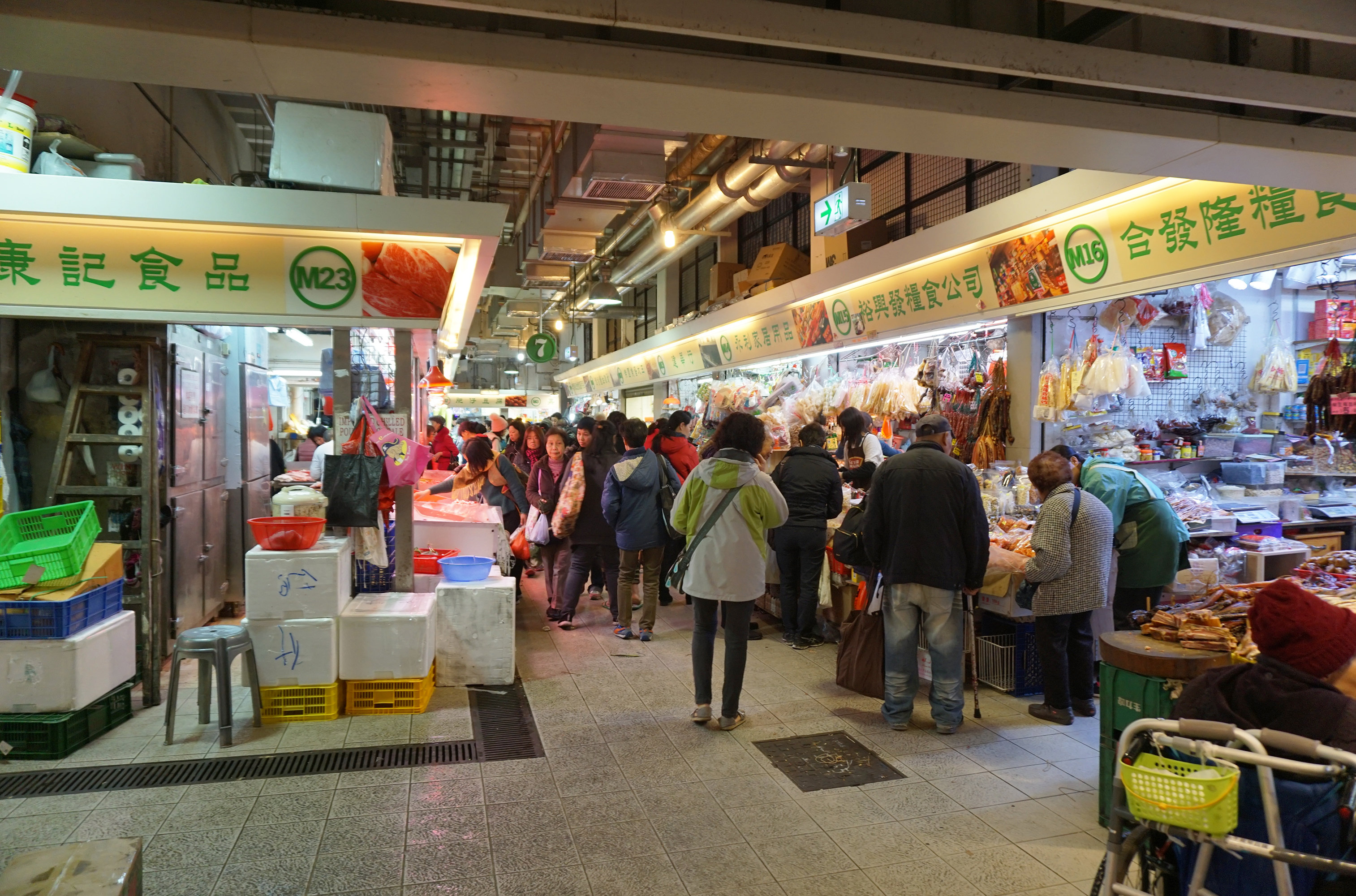
翻新前的街市糧油雜貨海味檔

### 熟食中心
沙角邨內設有3個「冬菇亭」，從未進行翻新，當中不少商戶已經營逾20年，包括茶檔、茶餐廳及火鍋店等。但自從領展2005年接管房委會熟食中心後，每次續約都要加租。
到2019年2月底起關閉進行大翻新，改為新式「冬菇亭」。除了「劉萬利（粉麵）」願意留低外，「金沙角」將遷往博康邨。以紅燒乳鴿及小炒馳名，開業38年的「德記」稱難以負擔數百萬裝修費及加租壓力，只能無奈結業。不少街坊對熟食中心多間老店要結業感到「不捨得」，擔心日後加租要「捱貴嘢食」。
及至2019年8月，原有「冬菇亭」完成翻新，三間食肆啓業：
- 金沙角冰室 (即原「金沙角點心小廚」）
- 劉萬利咖啡粉麵
- 嚐聚

已結業之「冬菇亭」食肆包括
- 麗莎
- 泰城美食（海鮮小菜）
- 新廣發（任食火鍋）
- 天湖甜品
- 德記美食（海鮮小菜）

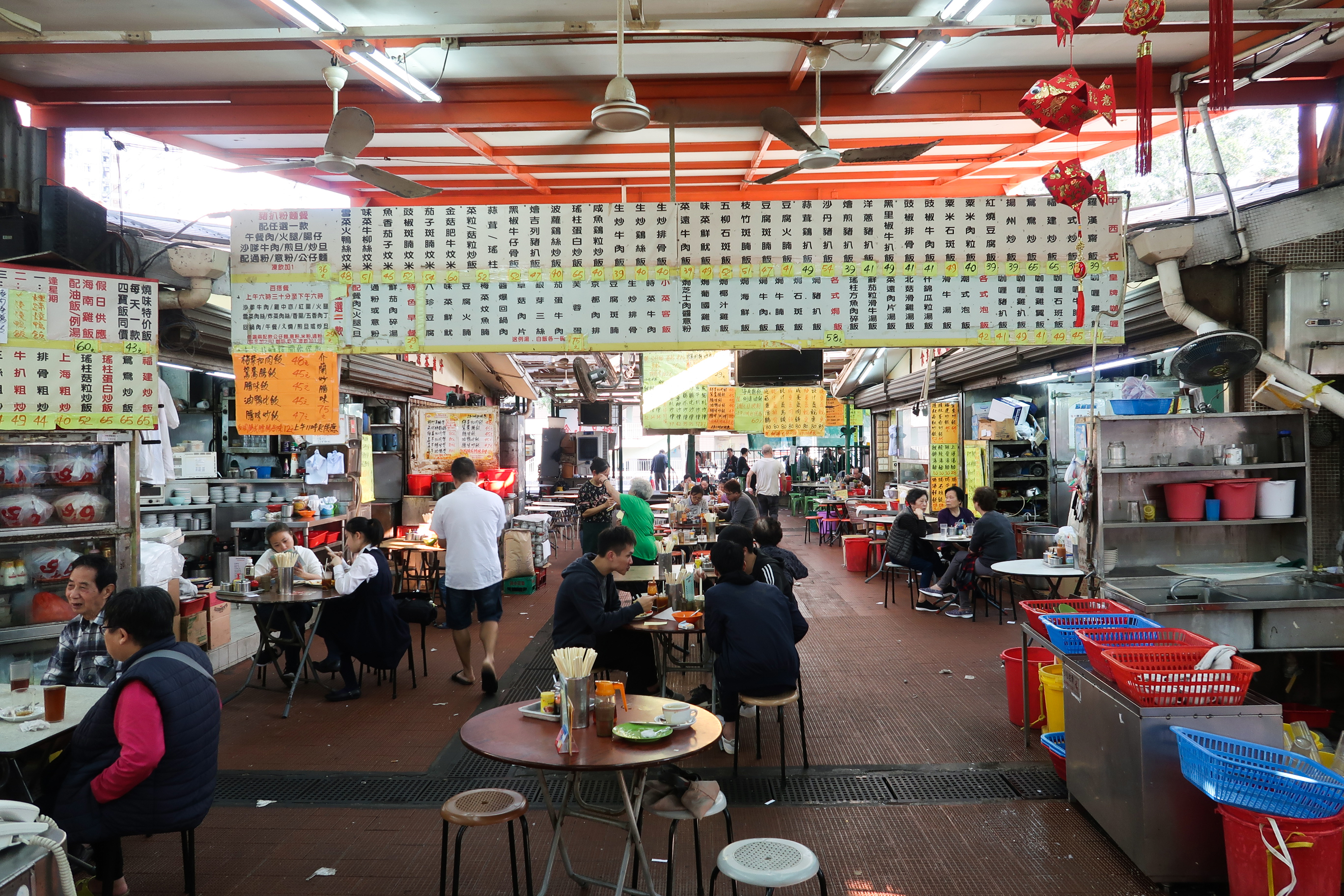
沙角邨冬菇亭熟食中心內貌
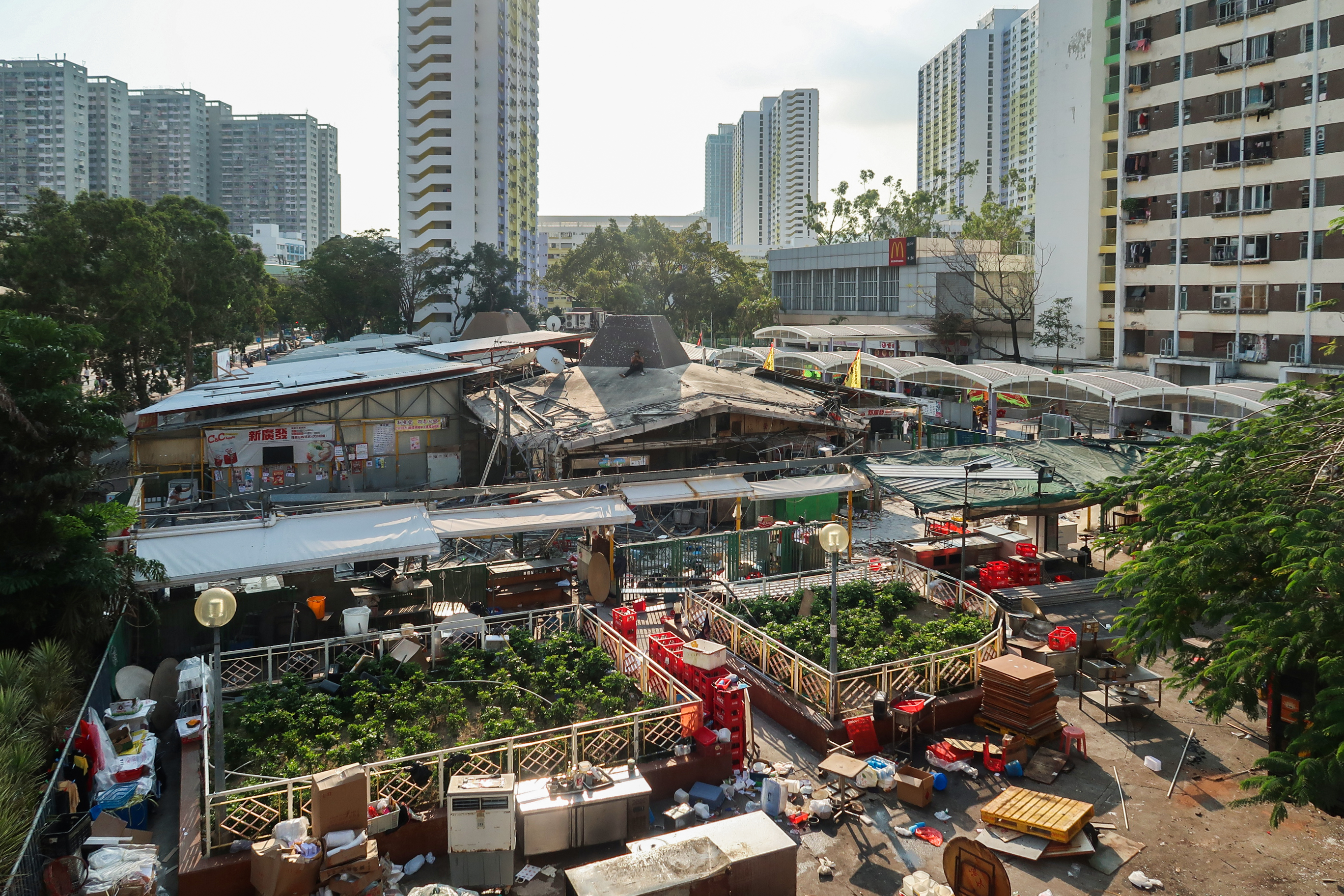
沙角邨冬菇亭在2019年2月底起關閉進行大翻新，但只有一戶留下繼續經營
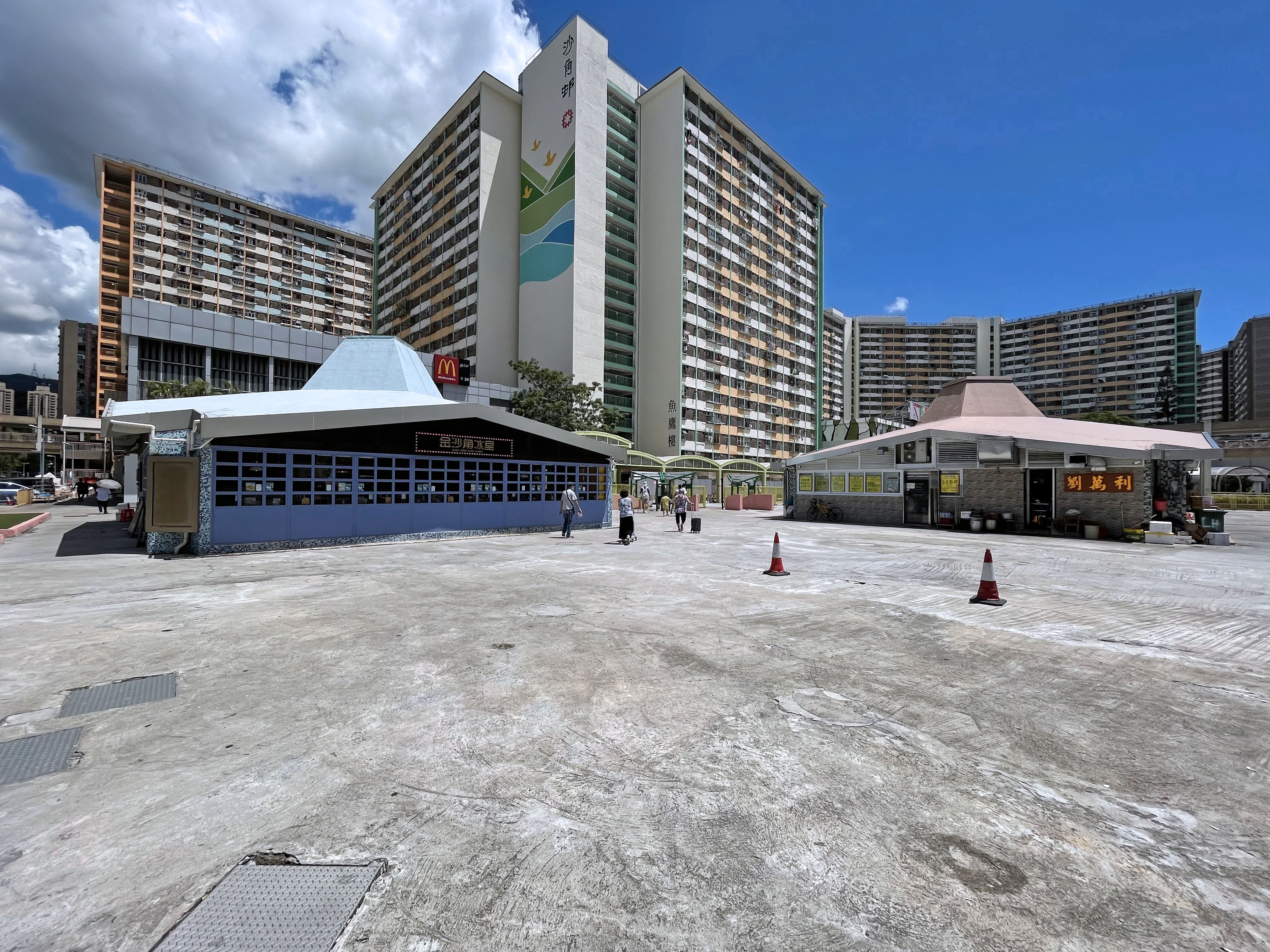
沙角邨翻新後的冬菇亭外貌

### 社區服務設施
- 沙角社區會堂
- 東華三院王澤森長者地區中心（页面存档备份，存于）
- 香港神託會青年新領域──青少年精神健康（页面存档备份，存于）
- 香港神託會沙角青少年中心──青年就業服務（YES）
- 香港神託會 - 創薈坊會所
- 明愛蘇沙伉儷綜合家庭服務中心：全香港首個男士成長中心的所在地。
- 中國基督教播道會康福堂白普理社區服務中心

### 停車場
- 沙角商場有蓋停車場

## 區議會議席
沙角邨屬於沙田區議會轄下的沙角選區，前任區議員為陳兆陽。陳兆陽於2015年香港區議會選舉勝出，故此由2016年1月1日起成為該區區議員。2019年香港區議會選舉以4,321票擊敗新民黨夏劍琨，成功連任；
陳兆陽已於2021年7月7日辭職；故該區區議員議席一直懸空至今。

## 前知名住客
- 黄宗澤：無綫電視台藝人[7]
- 楊茜堯：無綫電視台藝人
- 吳千語：香港模特兒及演員

## 外部連結
- 房委會物業位置及資料 沙角邨（页面存档备份，存于）
- 房委會物業位置及資料 沙角商場（页面存档备份，存于）